# Aiakiden
De Aiakiden of Aeaciden (Oudgrieks Αἰακίδης / Aiakídês) waren de afstammelingen van Aiakos, zoon van Zeus en koning van Egina.

## Griekse mythologie
De eerste Aiakide is Peleus, zoon van Aiakos en de nimf Endeis. Desalniettemin refereert men met deze naam vooral naar Achilles, zoon van Peleus en Thetis, die daarom ook wel als de « Peleide » werd genoemd. Ook zijn zoon Neoptolemos, zou Aiakide genoemd worden.
De naam werd eveneens toegeschreven aan Telamon, broer van Peleus, en Ajax, zoon van Telamon en heros ten tijde van de Trojaanse Oorlog.

## Historische Aiakiden
De Molossische koningen van Epirus verklaren zichzelf tot Aiakiden (Αἰακίδαι / Aiakídai), omdat ze hun stamboom terugvoeren op Neoptolemos, zoon van Achilles en Deidameia, en achterkleinzoon van Aiakos. Ze heersten van de 5e eeuw v.Chr. tot 231 v.Chr. Na de dood van koning Ptolemaeus van Epirus schaften de Epirotische stammen de monarchie af en hun symmachie zou zich ontwikkelen tot een republikeinse koinon.
Haar beroemdste lid was misschien wel Pyrrhus van Epirus, die oorlog voerde in Italië en de Romeinen enkele nederlagen kon toebrengen. Ook Olympias, moeder van Alexander de Grote, behoorde tot deze dynastie, zodat Alexander zich kon beroepen op een afstamming van Achilles. Hierdoor beriep ook Perseus van Macedonië zich op de naam van Aiakide.
De naam wordt ook gegeven aan de inwoners van Egina, waar Aiakos een heroëncultus geniet.

### Lijst van heersers van Epirus uit het huis van de Aiakiden
| Naam                                          | Regering                |
| Tharypas                                      | tot 390/85 v.Chr.       |
| Alketas I                                     | ca. 385–370             |
| Neoptolemos I                                 | 370–ca. 360/58          |
| Arybbas                                       | 370–343/2               |
| Alexander I                                   | 343/2–331/30            |
| Aiakides                                      | ca. 320–317             |
| Alketas II                                    | 313/2–306               |
| Neoptolemos II                                | 331/30–312 en 302–297/6 |
| Pyrrhos I                                     | 306–302 en 297–272      |
| Alexander II                                  | 272–245/40              |
| Pyrrhos II                                    | 245/40–ca. 233          |
| Olympias (regentes)                           | 245/40–ca. 231          |
| Ptolemaeus                                    | ca. 233–ca. 231         |
| Einde van de Monarchie Koinon van de Epiroten | vanaf ca. 231 v.Chr.    |